# 南臘方口魮
南臘方口魮（学名：Cosmochilus nanlaensis）为輻鰭魚綱鯉形目鲤科的其中一種，分布於亞洲中國雲南省瀾滄江流域，體長可達8公分，棲息在中底層水域。